# Bryan Cox

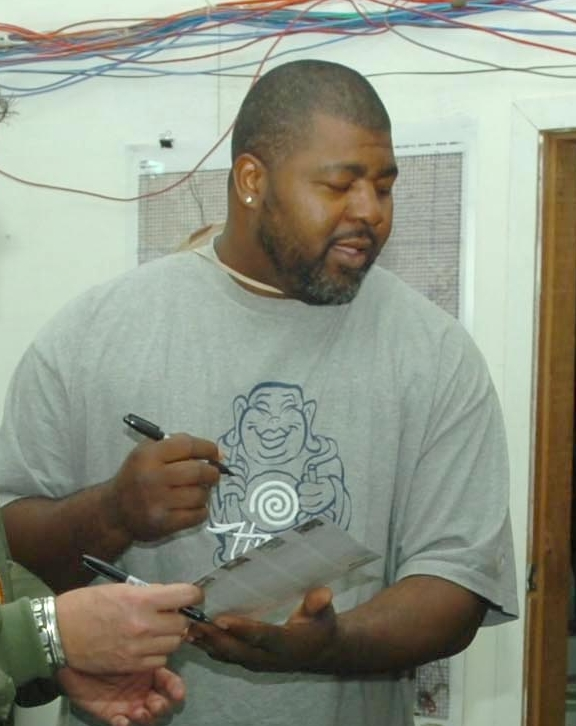
Imagem de Bryan Cox.

Bryan Cox é um jogador profissional de futebol americano estadunidense que foi campeão da temporada de 2001 da National Football League jogando pelo New England Patriots.